# Unserer Lieben Frau (Eggenfelden)

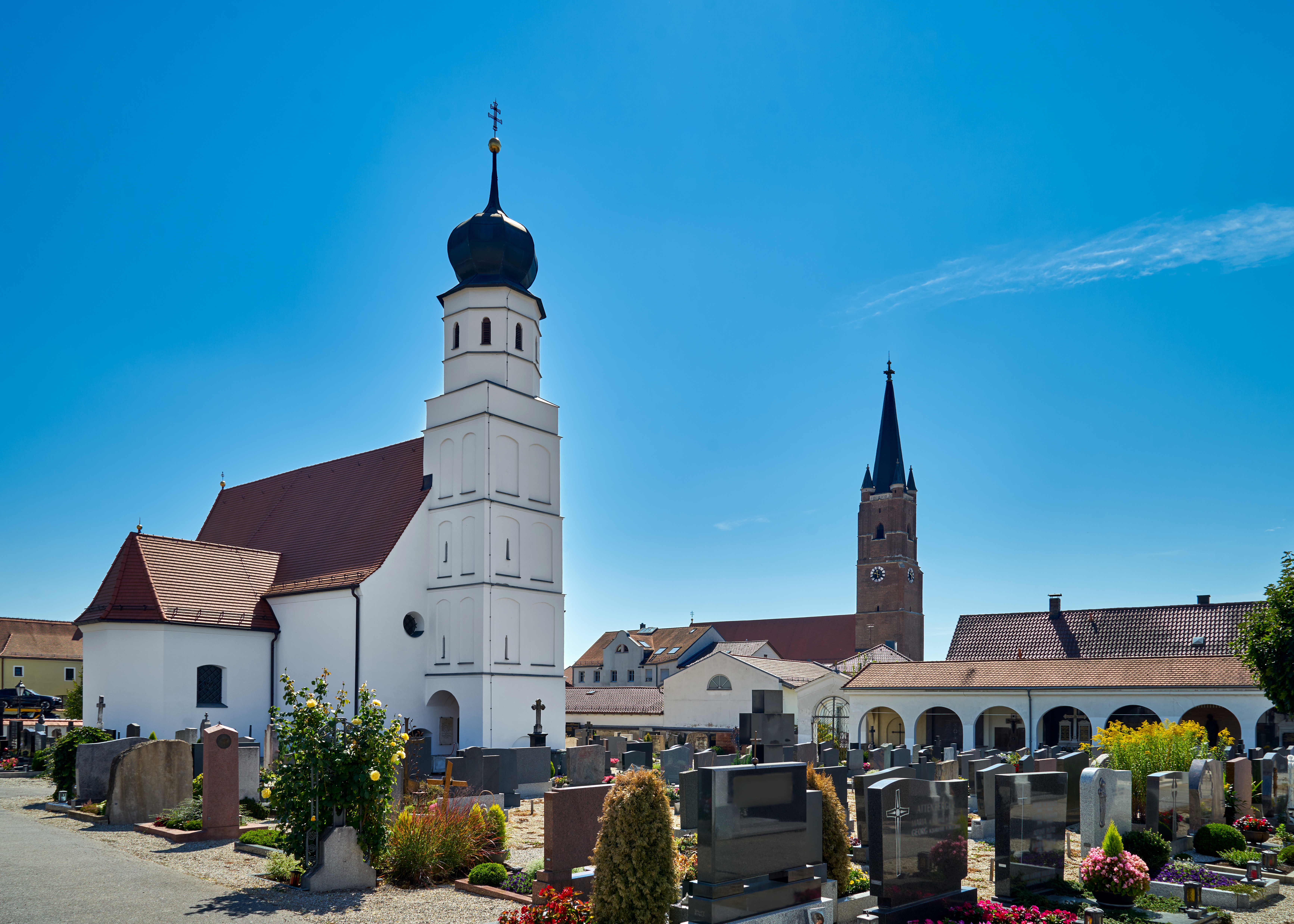
Unserer Lieben Frau in Eggenfelden

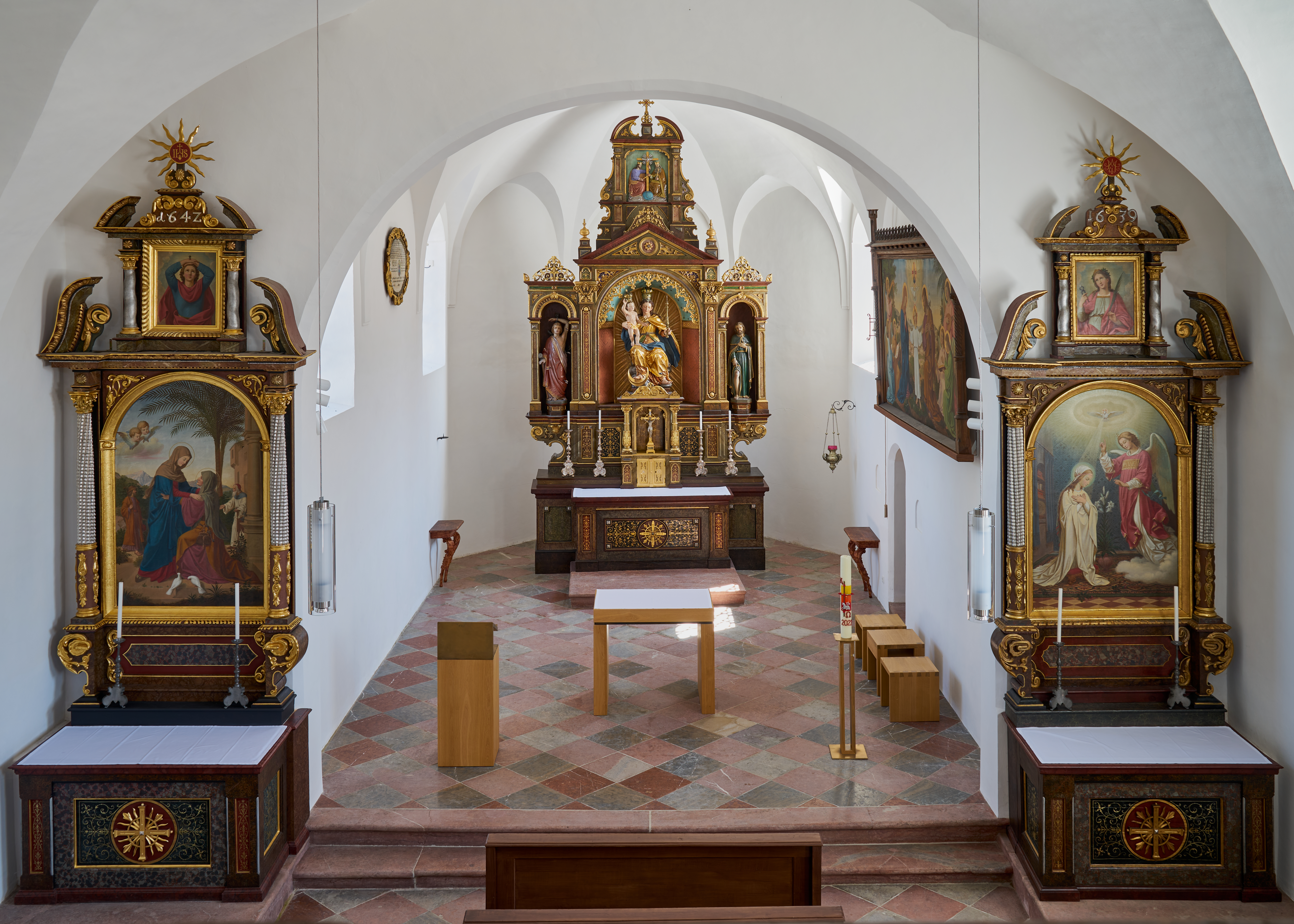
Altarraum mit Hochaltar und Seitenaltäre

Die römisch-katholische Friedhofskirche Unserer Lieben Frau steht in der Stadt Eggenfelden im niederbayerischen Landkreis Rottal-Inn. Sie ist in der Liste der Baudenkmäler in Eggenfelden unter der Nummer D-2-77-116-5 eingetragen. Die Kirche gehört zum Dekanat Dingolfing-Eggenfelden im Bistum Regensburg.

## Beschreibung
Die barocke Kirche wurde 1634/37 erbaut. Sie besteht aus dem einschiffigen Langhaus, dem eingezogenen Chor im Osten, einer Sakristei an der Südwand des Chors, einem Vorbau mit verschiedenen Kapellen an der Nordwand des Langhauses und dem Kirchturm auf quadratischem Grundriss im Westen mit dem Eingang im Erdgeschoss. Sein achteckiges Obergeschoss schließt mit einer Zwiebelhaube ab. Der Chor ist mit einem Stichkappengewölbe überspannt. 
In dem Chor steht der von der Mayer’schen Hofkunstanstalt gefertigte Hochaltar aus dem späten 19. Jahrhundert. In seiner großen rundbogigen Mittelnische steht die Sitzfigur einer Mondsichelmadonna mit Jesuskind. Diese Statue soll aus einem früheren Altar von 1639 stammen. Bekrönt wurden Maria und das Kind möglicherweise in jüngerer Zeit. In den seitlichen kleineren Nischen stehen links der heilige Sebastian und rechts der heilige Rochus von Montpellier. Sebastian ist nicht wie allgemein fast nackt dargestellt, sondern mit einem roten Gewand; Pfeile und eine Wunde lassen ihn aber erkennen. Rochus zeigt die Wunde oberhalb vom Knie, eine Folge der Pest, die ihn auf der Rückreise von der Behandlung Kranker getroffen hatte. Im Altarauszug ist die Heilige Dreifaltigkeit dargestellt: links Jesus, rechts Gottvater – beide sitzend mit Krone und Zepter –, zwischen ihnen das Kreuz und davor der Heilige Geist in Gestalt der Taube.
Die Altarblätter der beiden Seitenaltäre gestaltete Max Schmalzl mit Gemälden im Stil der Nazarener. Das Altarblatt des rechten Seitenaltars zeigt die Verkündigung des Engels Gabriel an Maria, dass sie einen Sohn gebären werde, den sie Jesus nennen soll. (Lk 1,26–38 ) Die Heilige im Gemälde des Altarauszugs ist Apollonia von Alexandria. Im Altarblatt des linken Altars ist die Begegnung Mariä mit ihrer ebenfalls schwangeren Verwandten Elisabet dargestellt, der Mutter Johannes des Täufers. (Lk 1,39–40 ) Im Hintergrund sind die Ehemänner der beiden zu sehen, rechts Zacharias, der Josef willkommen heißt.